# The Auction Sale of Run-Down Ranch
The Auction Sale of Run-Down Ranch è un cortometraggio muto del 1915 diretto da Tom Mix.

## Produzione
Il film fu prodotto dalla Selig Polyscope Company. Le riprese furono effettuate nel Nuovo Messico, a Las Vegas.

## Distribuzione
Distribuito dalla General Film Company, il film - un cortometraggio in una bobina - uscì nelle sale cinematografiche statunitensi il 25 settembre 1915.